# Orecchiette
Orecchiette (Italiaans voor oortjes) is een soort pasta, die uit de Zuid-Italiaanse regio's Basilicata en Apulië komt. Ze worden daarom ook wel orecchiette pugliesi genoemd. Hoewel ze het symbool van de stad Bari zijn, gaat het om een echt streekgerecht. Ze worden gegeten met rapini, een aan broccoli verwante groente. Ook is er een variant met tomatensaus (al sugo), soms met kleine gehaktballetjes.
Orecchiette worden met semola di grano duro (meel van durum tarwe) gemaakt, en hebben de vorm van een hoedje (oortje) van 2 à 3 centimeter doorsnede. Het deukje werd oorspronkelijk met de duim in een schijfje pasta gedrukt, waarna de pasta werd gedroogd. Tegenwoordig wordt de pasta ook machinaal gemaakt.
Mogelijk is de pastasoort ontstaan in de Franse Provence, vanwaar hij per schip in Italië terechtkwam, maar geen Italiaan zal dat bevestigen. 